# Irma Schmiedegg
Irma Schmiedegg   (Trieste, 9 de gener de 1901 - Innsbruck, 12 de juny de 1991) va ser una esquiadora austríaca, que va competir durant les dècades de 1920 i 1930.
Nascuda a Trieste, on el seu pare treballava al ferrocarril, abans de començar l'escola es va traslladar a Innsbruck, on va entrar en contacte amb l'esquí. Va guanyar diverses curses internacionals a finals dels anys vint i principis dels anys trenta i el 1931 va guanyar la medalla de bronze en la prova del descens del Campionat del Món d'esquí alpí disputat de Mürren, rere les britàniques Esme Mackinnon i Nell Carroll. El 1932 va guanyar el descens, l'eslàlom i la combinada dels campionats nacioansl.